# Volutidae
Famille
Les Volutidae sont une famille de mollusques gastéropodes de l'ordre des Neogastropoda.
Les Volutidae, soit plus de 200 espèces, sont ovipares pour la plupart mais certaines espèces sont hybrides. Celles qui sont carnivores sont friandes de bivalves. Elles vivent sur les fonds sableux ou/et vaseux. Grâce à leur pied très développé, elles se déplacent plus rapidement que les autres gastéropodes.

## Liste des sous-familles
Selon World Register of Marine Species (11 décembre 2018) :
- genre Adelomelon Dall, 1906
- genre Alcithoe H. Adams & A. Adams, 1853
- genre Amoria Gray, 1855
- genre Ampulla Röding, 1798
- genre Arctomelon Dall, 1915
- genre Argentovoluta Vazquez & Caldini, 1989
- genre Athleta Conrad, 1853
- genre Calliotectum Dall, 1890
- genre Callipara Gray, 1847
- genre Cymbiola Swainson, 1831
- genre Cymbium Röding, 1798
- genre Enaeta H. Adams & A. Adams, 1853
- genre Eovoluta Pacaud, 2016 †
- genre Ericusa H. Adams & A. Adams, 1858
- genre Euroscaphella Van Dingenen, Ceulemans & Landau, 2014 †
- genre Falsilyria Pilsbry & Olsson, 1954 †
- genre Fulgoraria Schumacher, 1817
- genre Fusivoluta Martens, 1902
- genre Harpovoluta Thiele, 1912
- genre Harpulina Dall, 1906
- genre Lapparia Conrad, 1855 †
- genre Leptoscapha P. Fischer, 1883 †
- genre Livonia Gray, 1855
- genre Lyria Gray, 1847
- genre Mauira Marwick, 1943 †
- genre Mauithoe Finlay, 1930 †
- genre Melo Broderip in Sowerby I, 1826
- genre Metamelon Marwick, 1926 †
- genre Minicymbiola Klappenbach, 1979
- genre Miomelon Dall, 1907
- genre Mitreola Swainson, 1833 †
- genre Nannamoria Iredale, 1929
- genre Nanomelon Leal & Bouchet, 1989
- genre Neptuneopsis Sowerby III, 1898
- genre Notopeplum Finlay, 1927
- genre Notovoluta Cotton, 1946
- genre Odontocymbiola Clench & R. D. Turner, 1964
- genre Pachymelon Marwick, 1926 †
- genre Paramoria McMichael, 1960
- genre Plicoliva Petuch, 1979
- genre Provocator R. B. Watson, 1882
- genre Saotomea Habe, 1943
- genre Scaphella Swainson, 1832
- genre Spinomelon Marwick, 1926
- genre Tenebrincola Harasewych & Kantor, 1991
- genre Teremelon Marwick, 1926 †
- genre Tractolira Dall, 1896
- genre Voluta Linnaeus, 1758
- genre Volutifusus Conrad, 1863
- genre Volutilithes Swainson, 1831 †
- genre Volutoconus Crosse, 1871
- genre Wangaluta Stilwell, 2016 †
- genre Zidona H. Adams & A. Adams, 1853
- genre Zygomelon Harasewych & B. A. Marshall, 1995

## Galerie

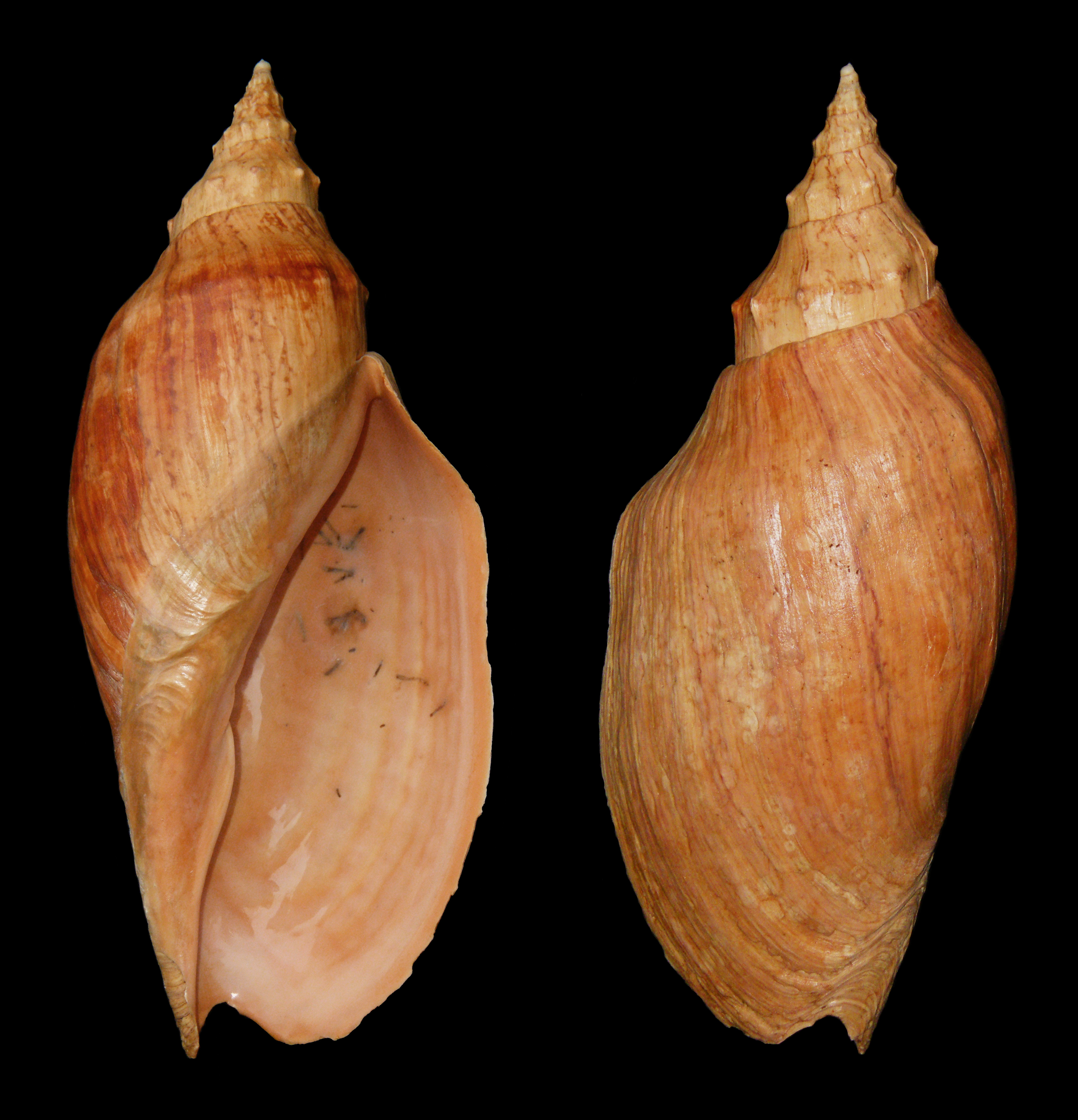
Adelomelon beckii
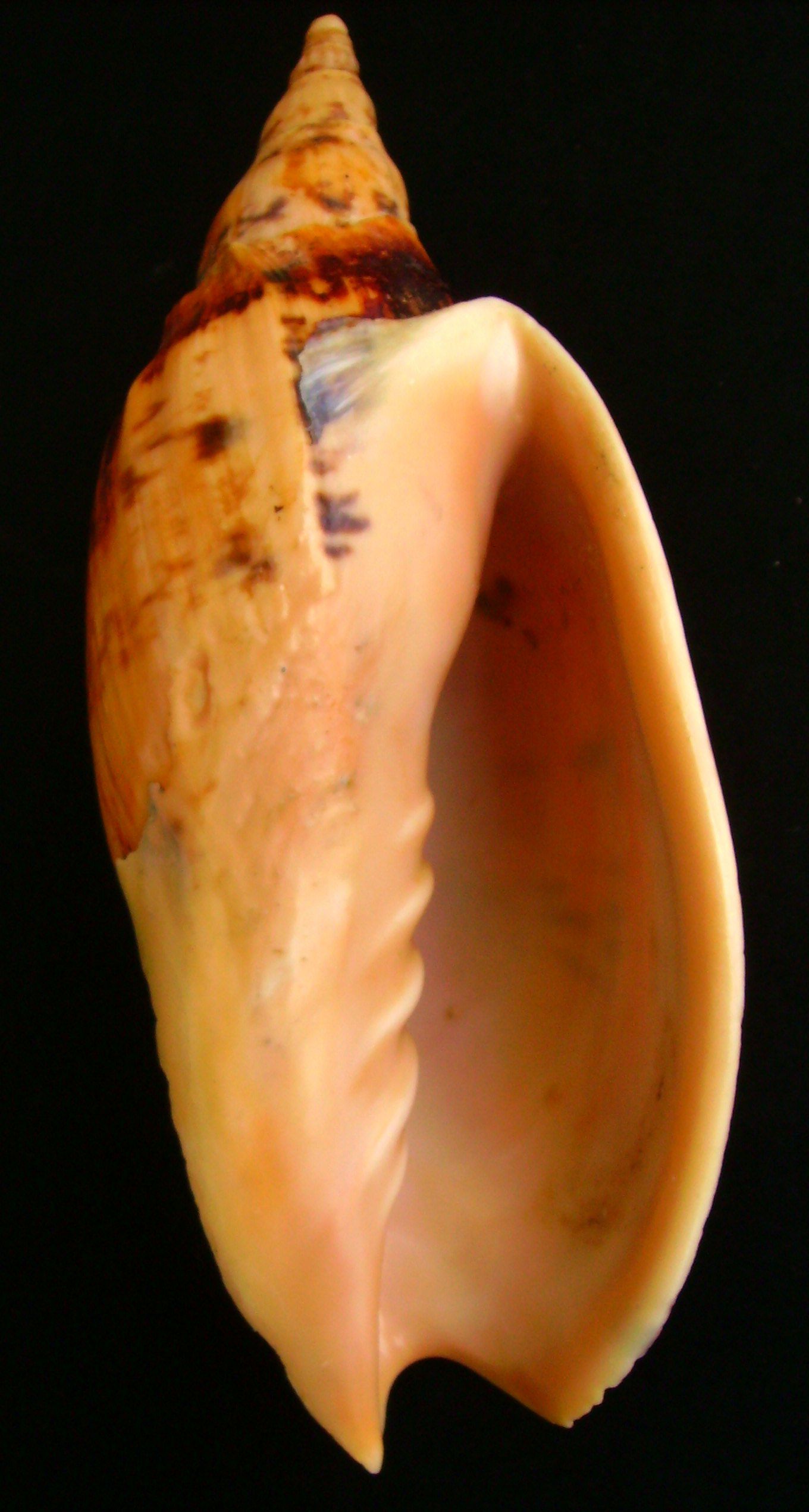
Alcithoe arabica
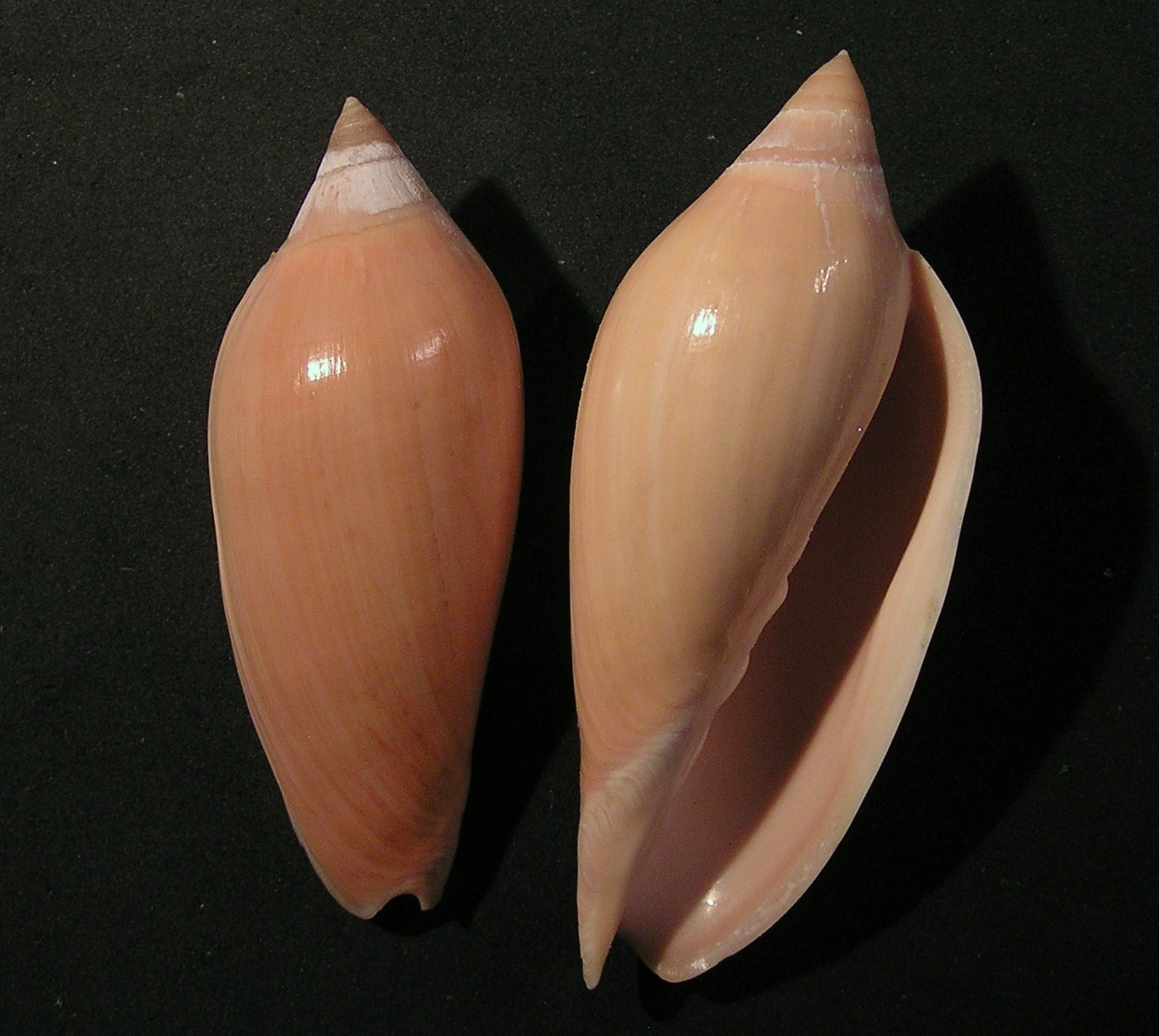
Amoria molleri
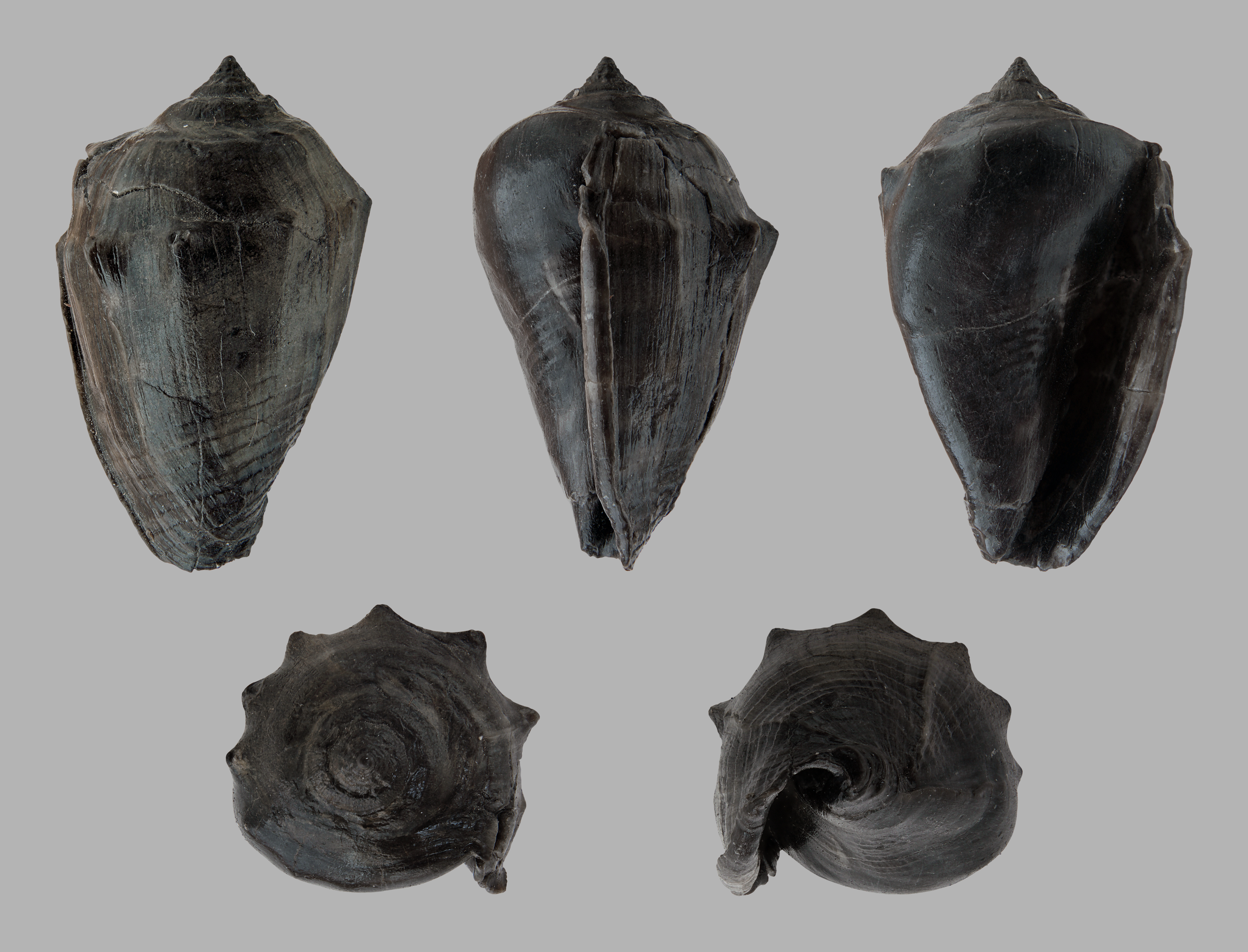
Athleta ficulina
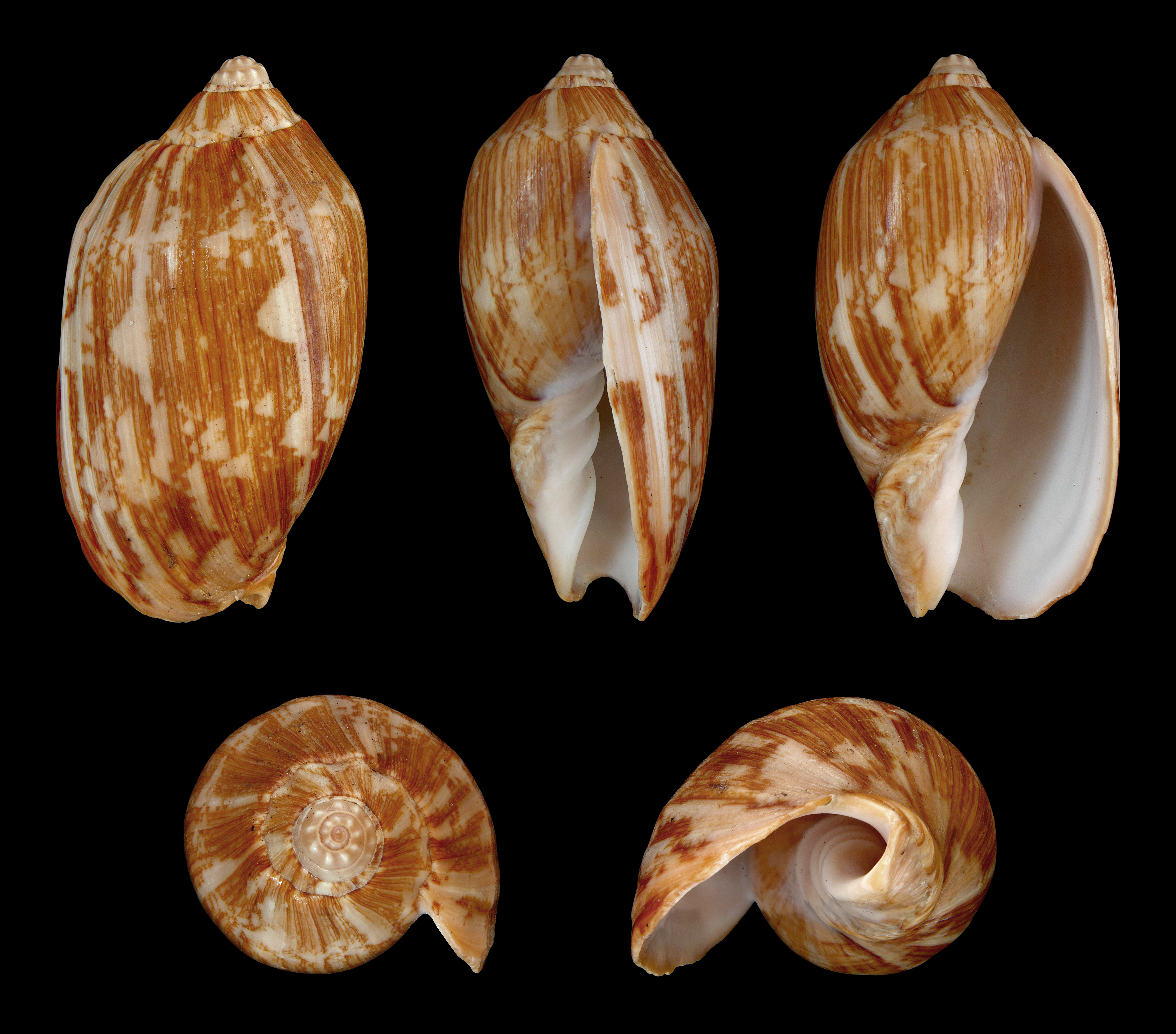
Cymbiola vespertilio
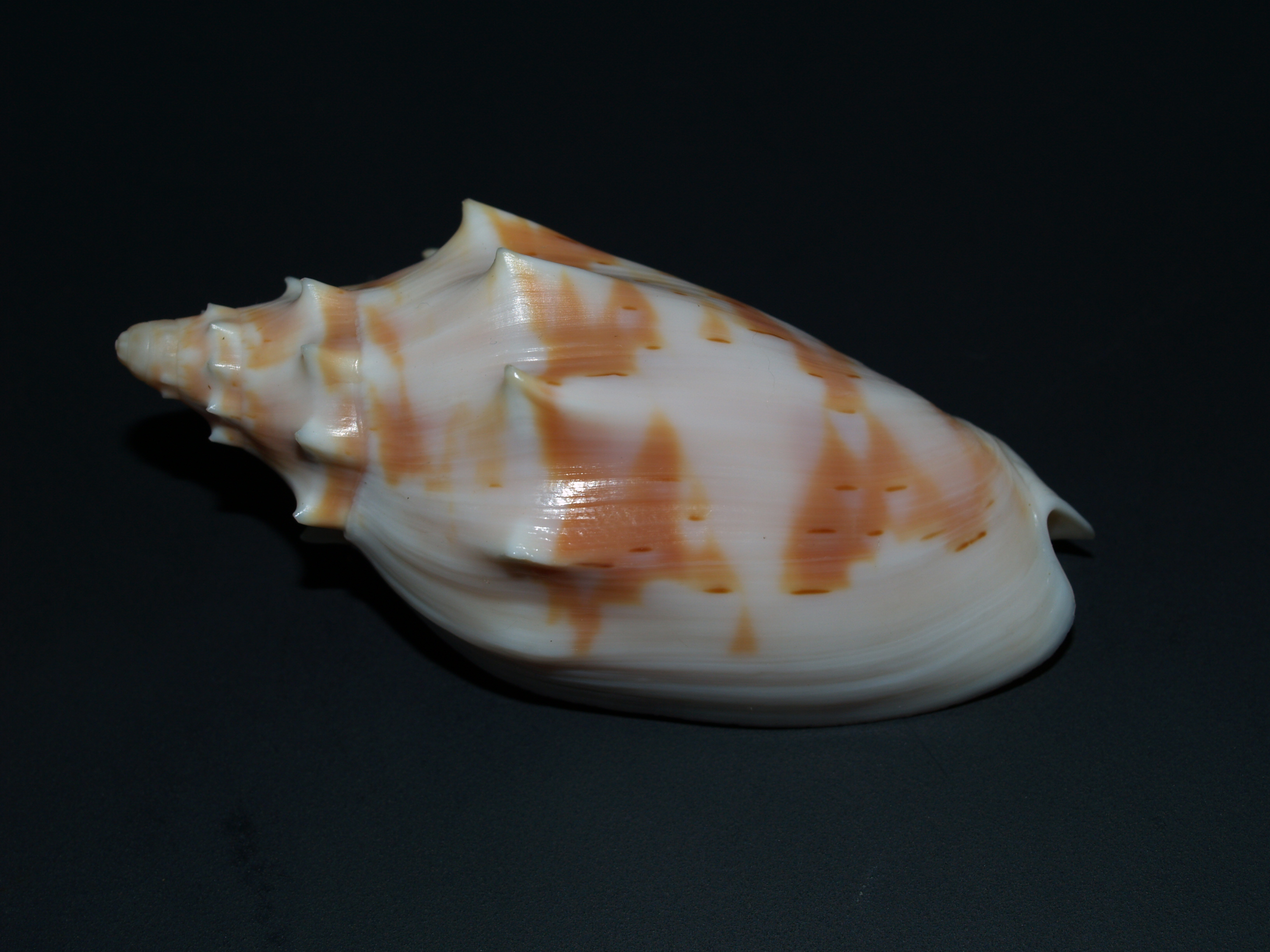
Cymbiolacca pulchra
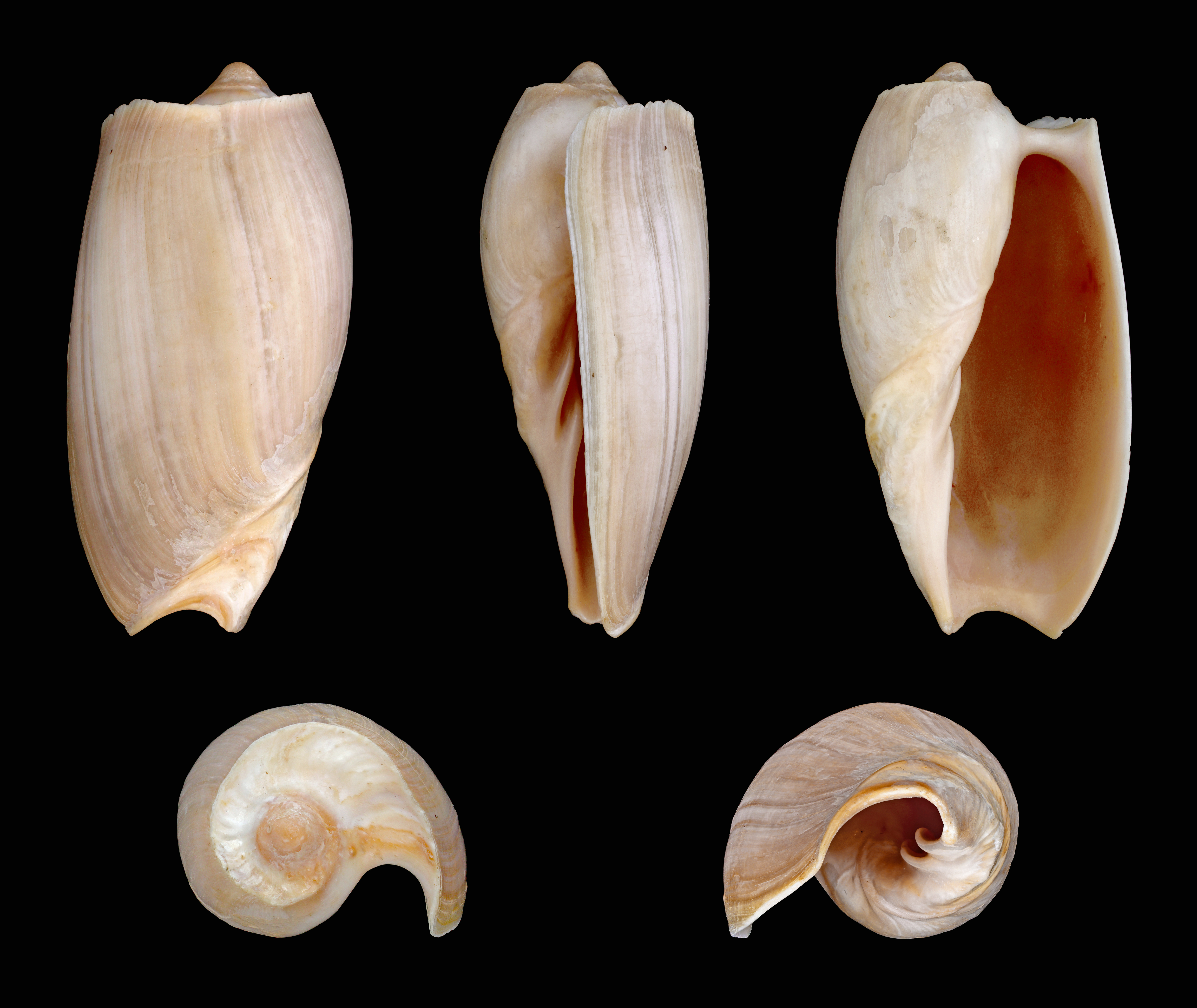
Cymbium souliei
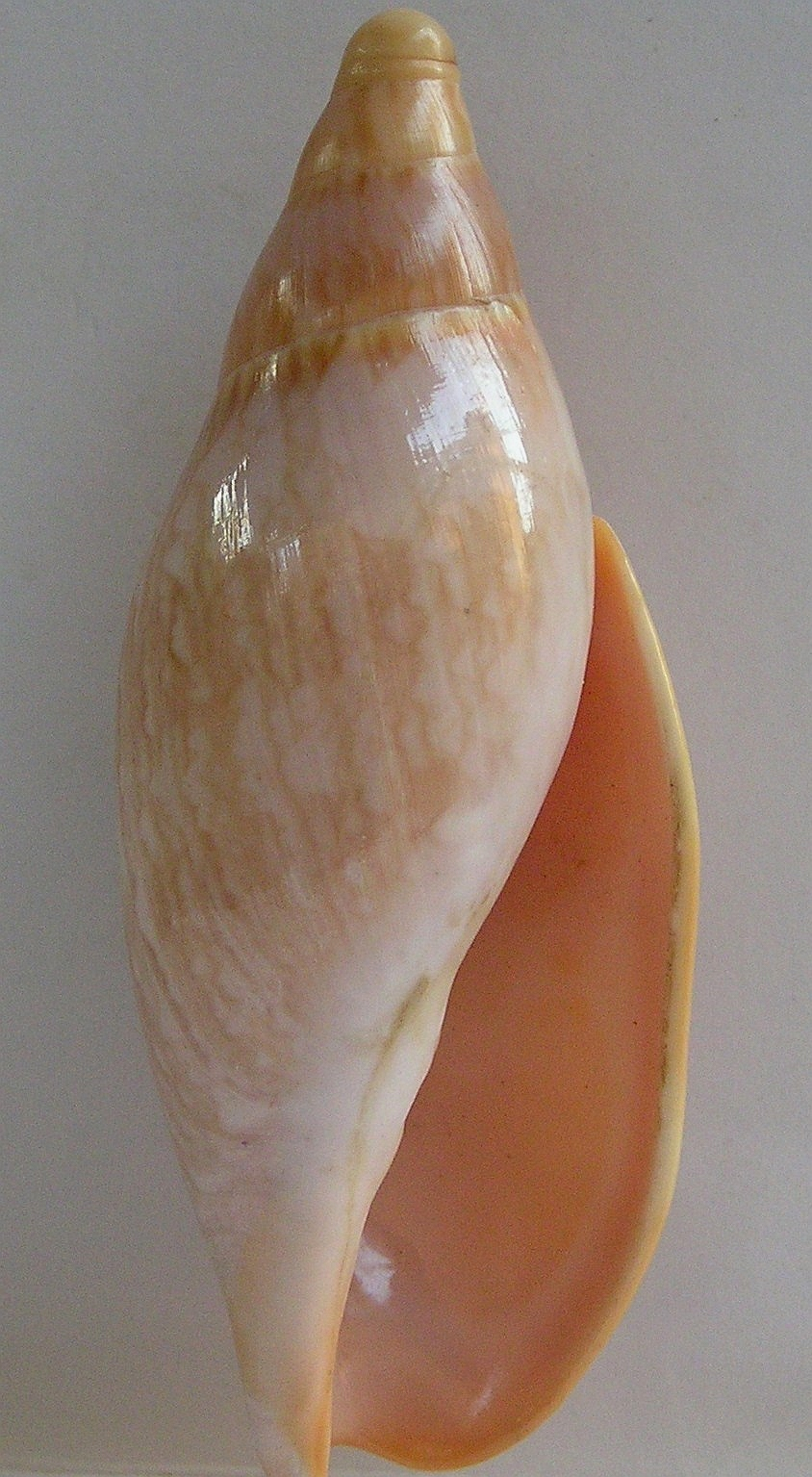
Ericusa sericata
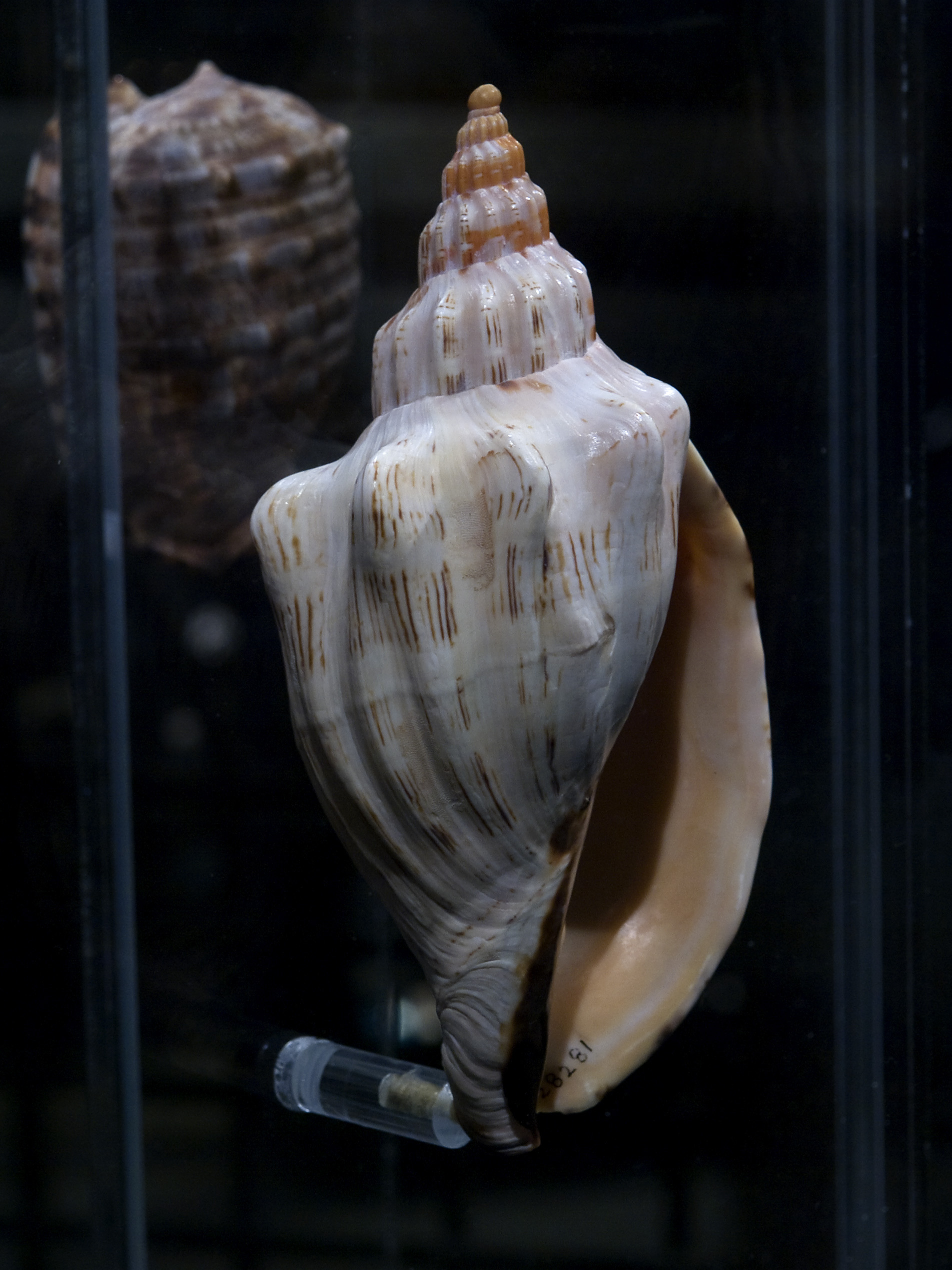
Festilyria festiva
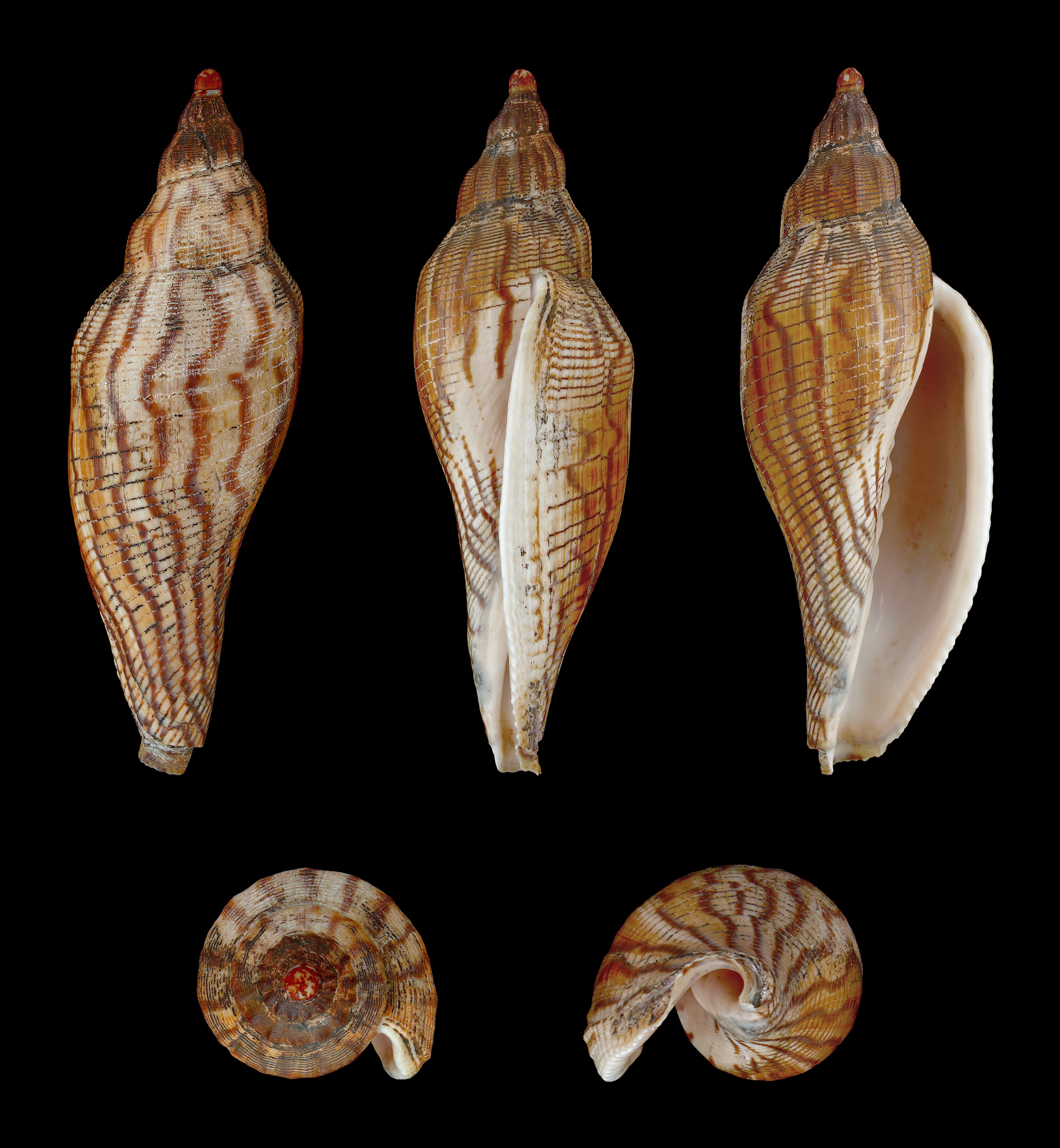
Fulgoraria rupestris
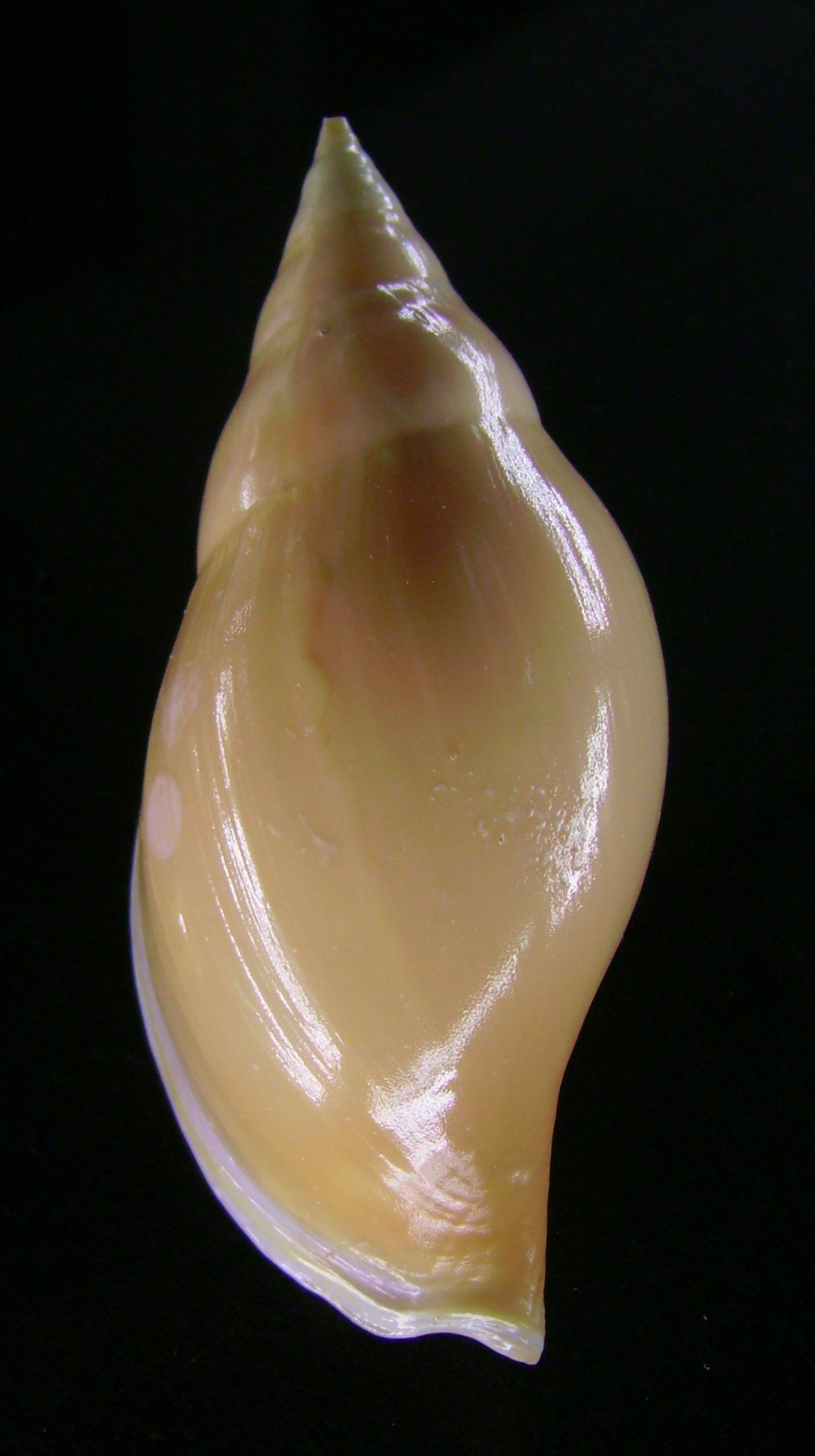
Iredalina mirabilis
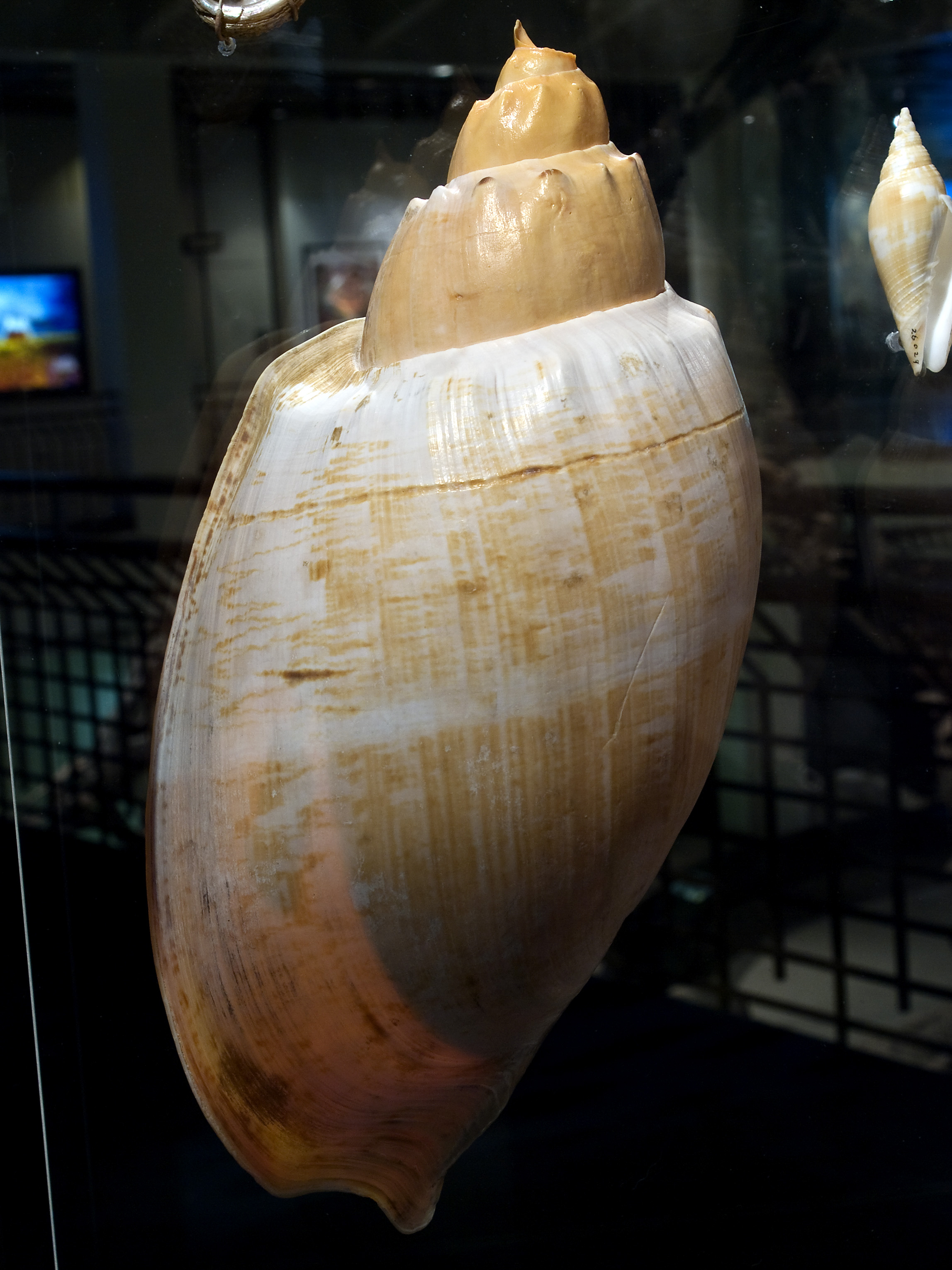
Livonia nodiplicata
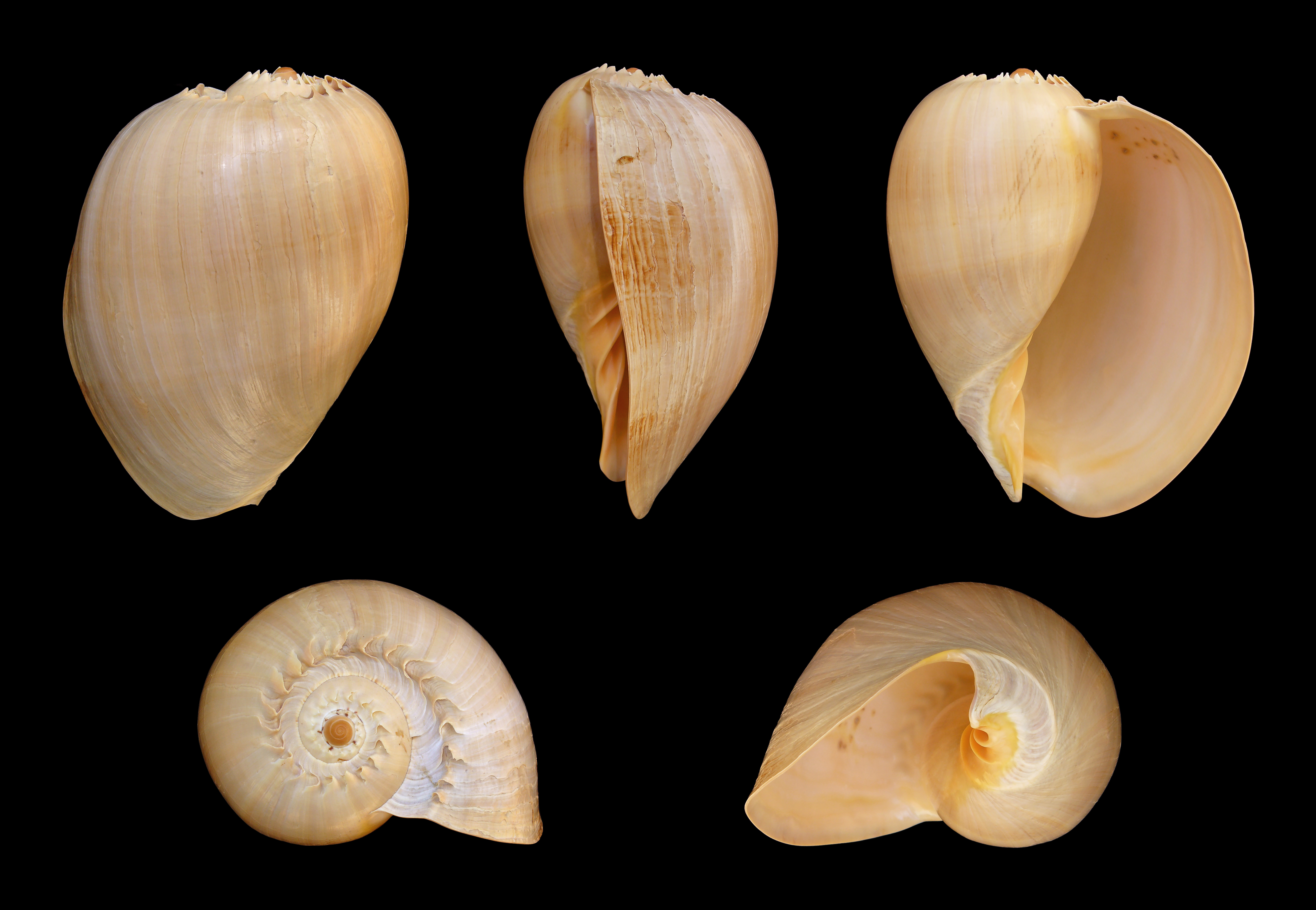
Melo aethiopicus
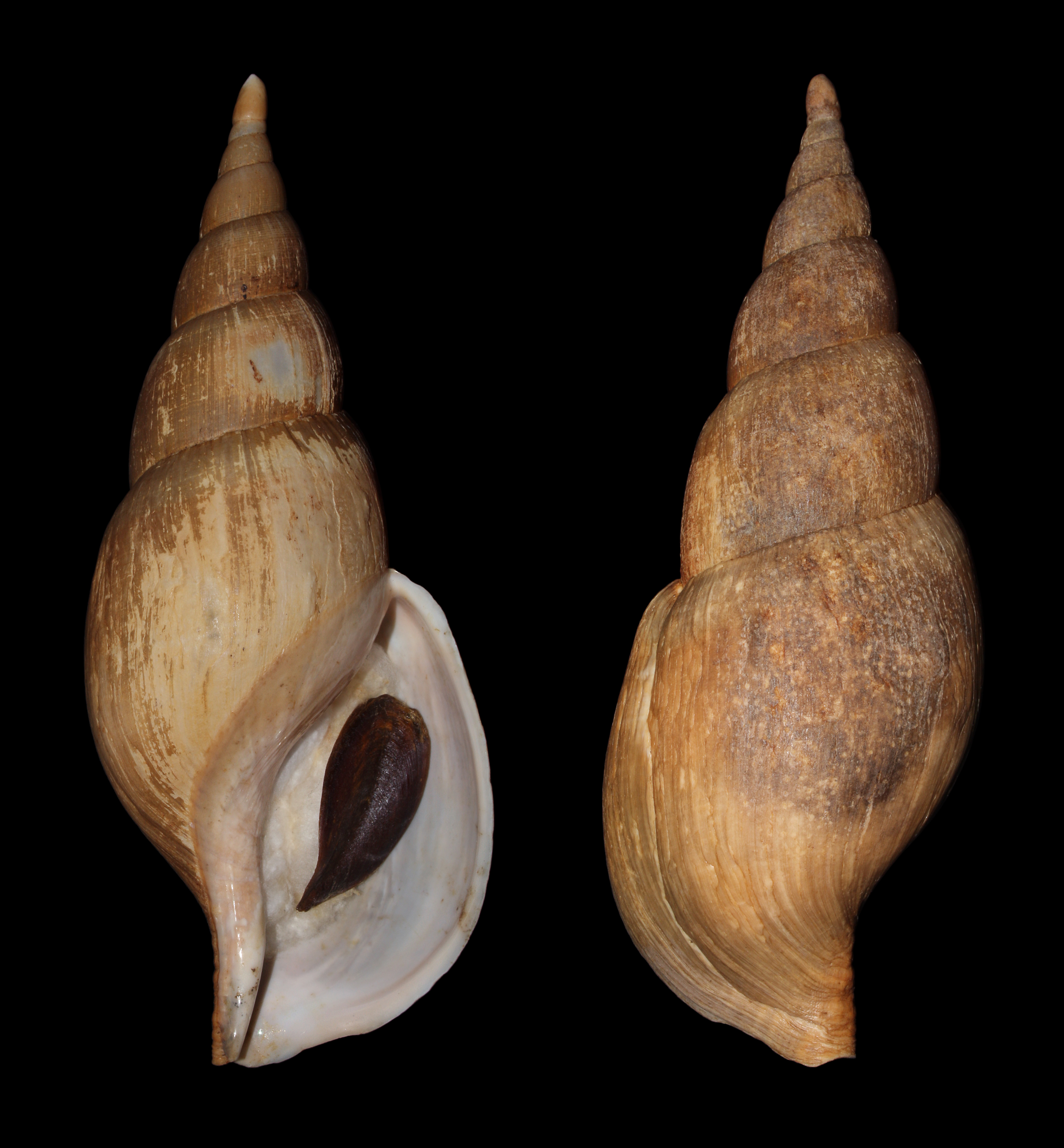
Neptuneopsis gilchristi
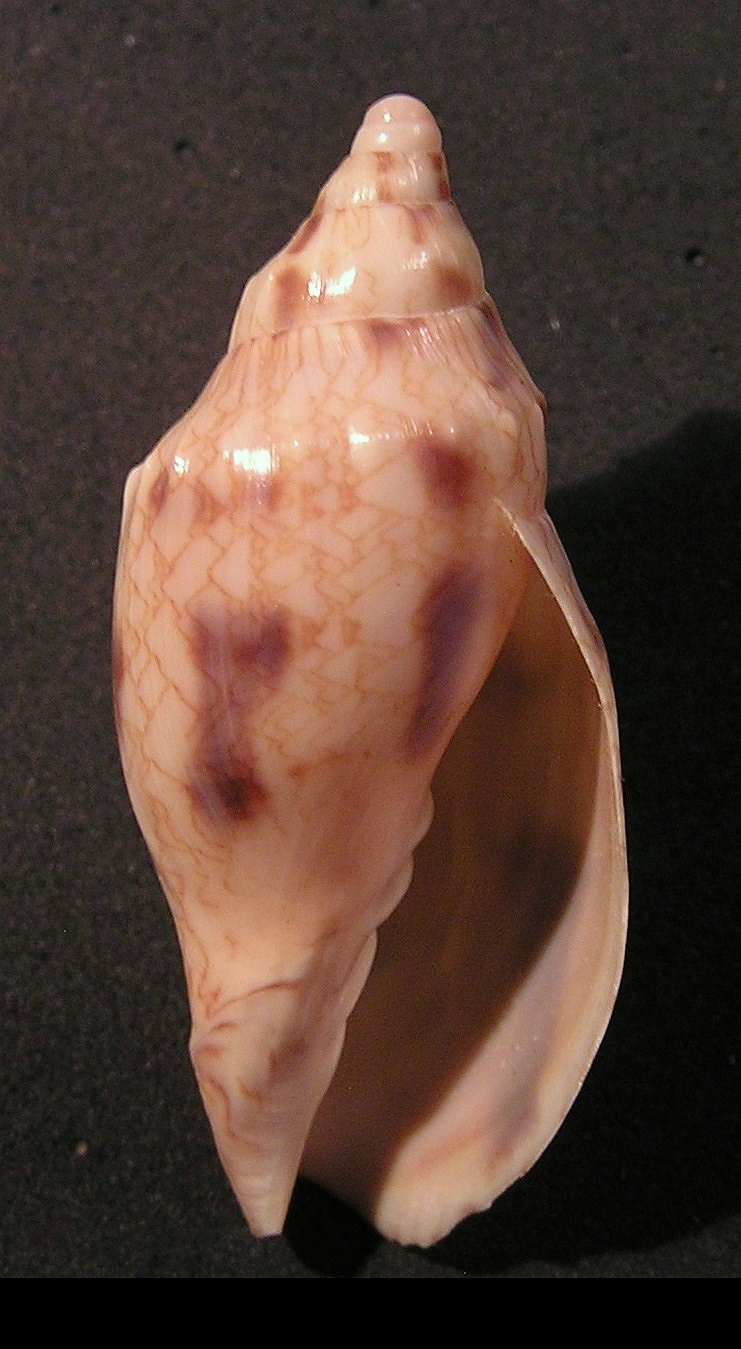
Odontocymbiola americana
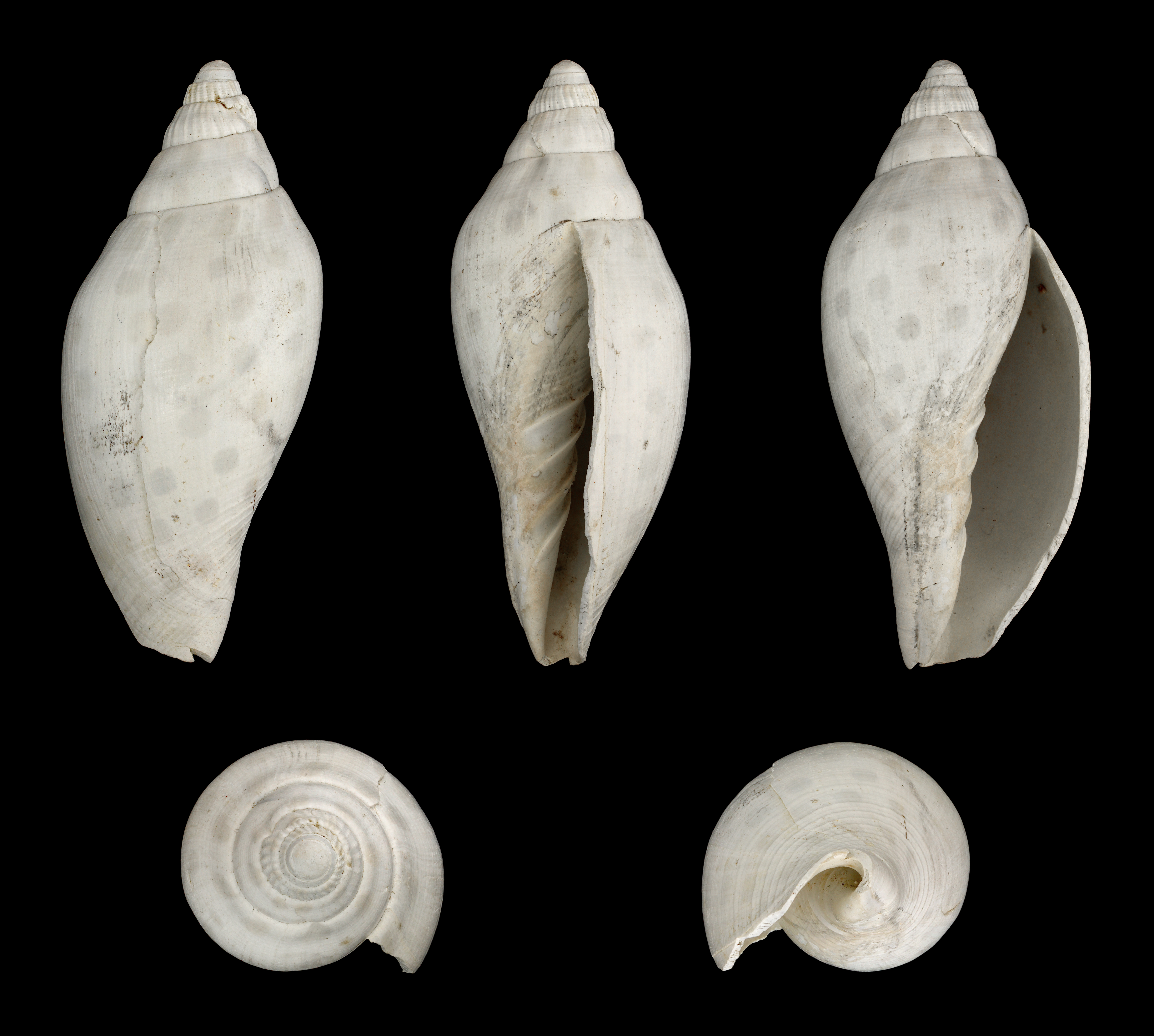
Scaphella floridana
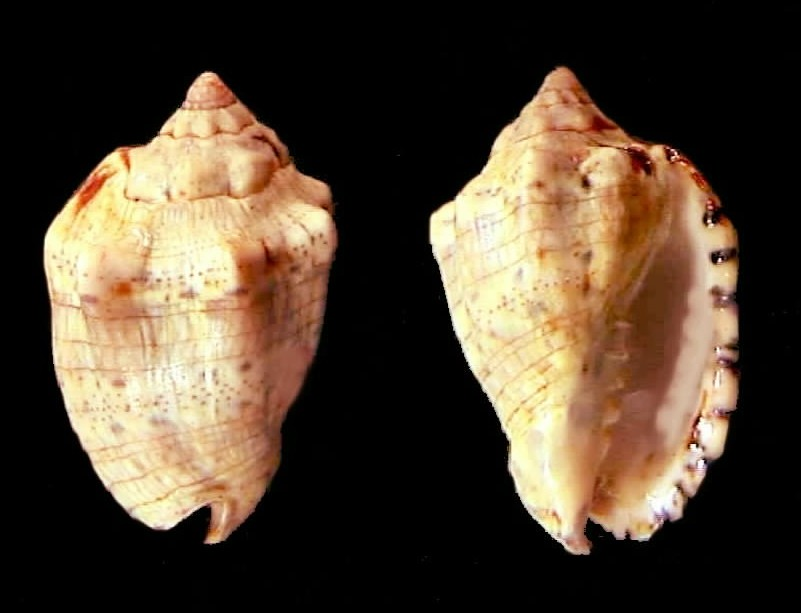
Voluta musica
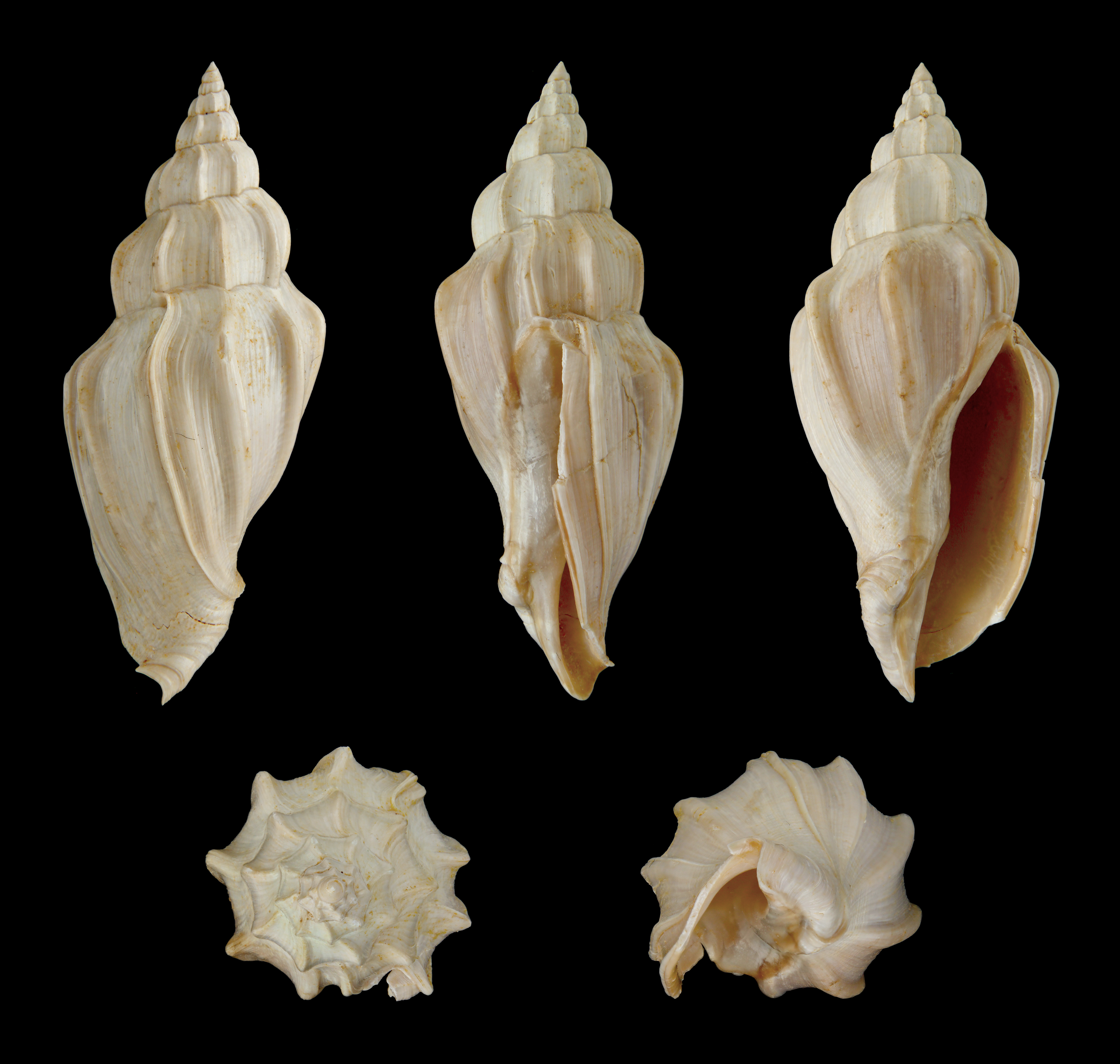
Volutilithes torulosus
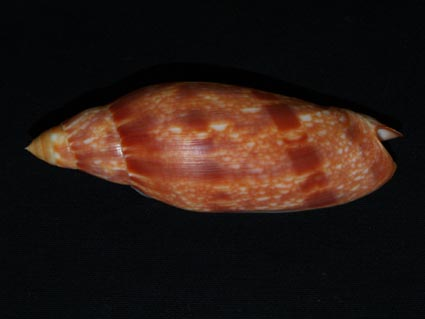
Volutoconus grossi
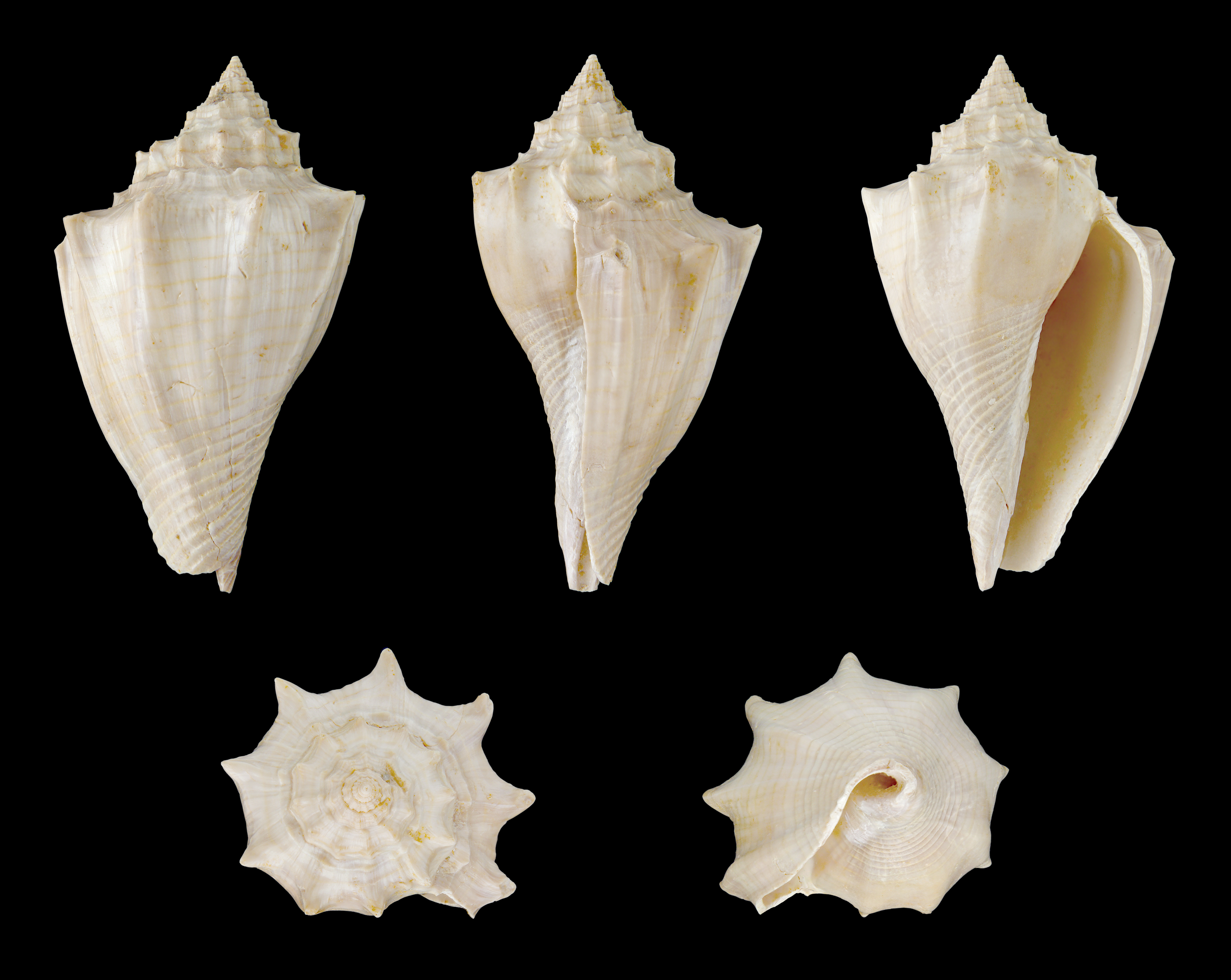
Volutospina spinosa
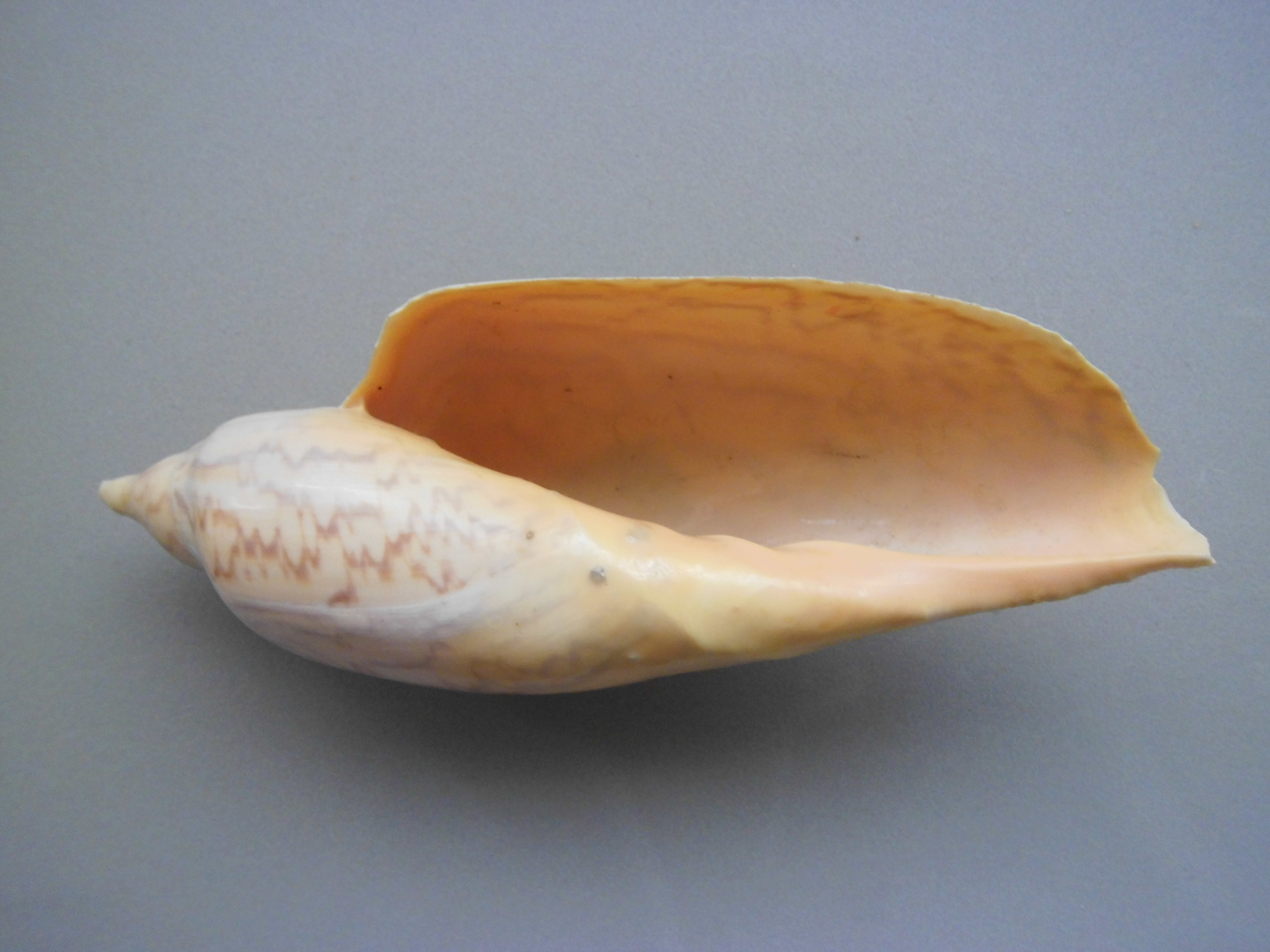
Zidona dufresnei